# Manfred Krebs
Manfred Georg Gustav Karl Ludwig Krebs (* 28. Mai 1892 in Frankfurt am Main; † 18. August 1971 in Karlsruhe) war ein deutscher Historiker und Archivar.

## Leben und Wirken
Manfred Krebs wurde als Sohn des Justizrats und Notars Albert Krebs und dessen Frau Maria, geb. Schultz, in Frankfurt am Main geboren. Er legte 1910 am Lessing-Gymnasium seiner Geburtsstadt das Abitur ab und studierte an den Universitäten Heidelberg, München, Marburg und Berlin die Fächer Geschichte und Germanistik. 1914 zum Kriegsdienst einberufen, kehrte er erst im Februar 1920 aus französischer Kriegsgefangenschaft zurück, in die er im Juni 1918 geraten war. Er nahm sein Studium in Frankfurt wieder auf und legte 1922 das Staatsexamen ab. In der Zeit bis zu seiner Promotion im Jahre 1926, die mit einer von Fedor Schneider betreuten Dissertation über den Straßburger Bischof Konrad III. von Lichtenberg (1273–1299) erfolgte, war er unter anderem als wissenschaftlicher Hilfsarbeiter an dem an der Universität Frankfurt angesiedelten Wissenschaftlichen Institut der Elsass-Lothringer im Reich und am Badischen Generallandesarchiv Karlsruhe tätig. Auch nach der Erreichung des Doktorgrads arbeitete er nochmals an beiden Einrichtungen, bevor er 1929 zum planmäßigen Archivrat im Karlsruher Generallandesarchiv ernannt wurde. 1954 wurde er hier Direktor, 1957 trat er in den Ruhestand. Ihm wurde das Bundesverdienstkreuz I. Klasse 1957 verliehen.
Die „Gesamtübersicht über die Bestände des Generallandesarchivs Karlsruhe“, die Krebs in den Jahren 1954 und 1957 in zwei Teilen als Ergebnis langjähriger Ordnungs- und Verzeichnungstätigkeit vorlegen konnte, zählt zu den ersten Gesamtinventaren eines deutschen Staatsarchivs. Daneben erschloss und edierte er zahlreiche historische Quellen, insbesondere solche zur südwestdeutschen Kirchen- und Adelsgeschichte. Viele davon zählen bis heute zu den wesentlichen Grundlagen der Landesgeschichte. Dies geschah, so wurde betont, „in einer Zeit […], in der ihm andere vorgezogen wurden, deren Laufbahn von politischen Bekenntnissen zum NS-Staat begleitet war.“